# Scooby-Doo (Film)
Scooby-Doo ist eine US-amerikanische, Abenteuerkomödie von Raja Gosnell aus dem Jahr 2002. Die Charaktere basieren auf der Zeichentrickserie Scooby-Doo.

## Handlung
Der Film beginnt mit einem aktuellen Fall der Mystery AG: Der Luna-Geist terrorisiert eine Spielzeugfabrik. Scooby Doo und seinen Freunden gelingt es erst nach mehreren Versuchen, den Geist zu überwältigen und zu enttarnen. Es ist der ruppige Hausmeister Old Man Smithers, der sich an Pamela Anderson rächen wollte. Nach dem gelösten Fall trennen sich die Freunde jedoch im Streit.
Zwei Jahre nach den Ereignissen in der Spielzeugfabrik werden Scooby und Shaggy zu einem neuen Fall gerufen, den sie nach anfänglicher Skepsis auch annehmen. Am Flughafen treffen sie auch Fred, Velma und Daphne, die offenbar alle zum gleichen Fall gerufen wurden. Ihr Auftraggeber ist Emile Mondavarious, der Besitzer eines Vergnügungsparks auf Spooky Island. Da einige Gäste sich in Zombies verwandeln, beauftragt er Mitarbeiter von Mystery Inc. mit der Lösung des Problems. Anfangs halten die ehemaligen Freunde jedoch an ihrer Trennung fest und wollen jeder für sich den Fall lösen.
Ein Voodoo-Priester rät Daphne ab, das auf der Insel befindliche Schloss aufzusuchen, was sie jedoch als Aufforderung dazu betrachtet. Zusammen mit Scooby und Shaggy sucht sie das Schloss auf, wo sie jedoch auch auf Fred und Velma stoßen. Nur knapp entgehen sie gemeinsam einer Falle und belauschen mehrere Angestellte des Vergnügungsparks, die davon sprechen, etwas vorzubereiten. Zurück im Hotel werden die Freunde von Dämonen angegriffen, die viele Gäste, darunter auch Fred und Velma sowie später auch Daphne verschleppen. Als am nächsten Morgen aber scheinbar alles normal ist, entdecken Shaggy und Scooby, dass die Dämonen ihren Freunden die Seelen geraubt haben und nun deren Körper als Verkleidungen tragen. Nach einer knappen Flucht vor den besessenen Parkbesuchern findet Shaggy den Ort, wo die Seelen aufbewahrt werden. Er befreit die Seelen seiner Freunde, die zuerst in die falschen Körper zurückkehren. Eine magische Pyramide bewirkt den Seelentausch, bis die Seelen in die richtigen Körper zurückkehren.
Scooby-Doo wurde inzwischen von den Besessenen entführt, deren Anführer tatsächlich Mondavarious ist, der ihn einer dunklen Gottheit opfern möchte. Er betrachtet die Rolle der Opfergabe zuerst als schmeichelhaft, doch Shaggy und seine Freunde retten ihn während der Zeremonie. Es stellt sich heraus, dass Mondavarious ein Roboter ist. Er wurde von Scrappy-Doo gesteuert, um die Mitarbeiter von Mystery Inc. in eine Falle zu locken und Rache auszuüben. Außerdem wollte Scrappy-Doo die Weltherrschaft übernehmen, dazu benötigte er die Seelen der Parkbesucher sowie Scoobys Seele. Er wird von den Freunden aber letztlich überwältigt.
Alle Seelen der Gäste der Anlage kehren in ihre Körper zurück. Der echte Mondavarious wird aus einem Verlies befreit, Scrappy Doo und N’Goo Ta Una  hingegen von der Polizei festgenommen. Zum Schluss verkündet die Mystery Inc. ihre Wiedervereinigung.

## Kritiken
Robin Rauzi schrieb in der Los Angeles Times vom 14. Juni 2002, die Hollywood-Filmversion habe die Stimmung der Zeichentrickserie „ruiniert“. Die Charaktere seien eindimensional und auf eine Hauptcharaktereigenschaft reduziert. Sarah Michelle Gellar sei mit der Rolle von Daphne Blake nicht genügend beansprucht („underused“). Die Darstellung von Matthew Lillard wurde gelobt.

„Realverfilmung der seit 30 Jahren (nicht nur) im US-Fernsehen präsenten Trickfilmserie, die mit Stars und viel Professionalität aufwartet, aber über einem inflationären, kaum zündenden Gagfeuerwerk Sinn und Timing der Geschichte aus den Augen verliert.“

## Auszeichnungen
Sarah Michelle Gellar gewann im Jahr 2002 den Teen Choice Award; Matthew Lillard, Freddie Prinze Jr., das Paar Gellar und Prinze Jr. sowie der Film wurden für den Teen Choice Award nominiert. Der Film wurde 2003 für den MTV Movie Award nominiert und gewann den Kids’ Choice Award. David Newman gewann 2003 für die Filmmusik den BMI Film Music Award.
Freddie Prinze Jr. und der Film wurden 2003 für die Goldene Himbeere nominiert.

## Hintergrund
Die Dreharbeiten fanden in Australien statt. Die Produktionskosten betrugen schätzungsweise 84 Millionen US-Dollar. Der Film spielte in den Kinos der USA ca. 153,3 Millionen US-Dollar ein. Weltweit wurden ca. 275,7 Millionen US-Dollar eingespielt.
Im Jahr 2004 wurde die Fortsetzung Scooby Doo 2 – Die Monster sind los (OT: Scooby-Doo! 2 - Monsters Unleashed) produziert, Regie führte wieder Raja Gosnell. 2009 folgte das Prequel Scooby-Doo! Das Abenteuer beginnt (OT: Scooby-Doo! - The Mystery Begins), 2010 erschien Scooby-Doo! 4 - Der Fluch Des Seemonsters (OT: Scooby-Doo! - Curse of the Lake Monster), diesmal jeweils unter der Regie von Brian Levant.
In einem auf seinem Facebook-Profil veröffentlichten Text bestätigte Drehbuchautor James Gunn im Jahr 2017, dass die Verfilmung zunächst als ein eher bissigerer Film für ältere Kinder und Erwachsene konzipiert war und letztendlich das Studio darauf bestand, den Film als saubere Komödie für Kinder zu veröffentlichen. Auch bestätigte Gunn die Gerüchte, dass die erste Schnittversion des Films von der MPAA mit der amerikanischen Freigabe für Erwachsene (Rated R) gekennzeichnet wurde. Um dieser Freigabe zu entgehen, wurden laut Gunn mittels digitaler Bildbearbeitung Dekolletés der Frauen verändert und einige Dialogzeilen, die als sexuelle Anspielungen verstanden werden könnten, gestrichen.

### Synchronisation
Die deutsche Synchronfassung entstand bei der FFS Film- & Fernseh-Synchron GmbH, München. Jan Odle schrieb das Dialogbuch und führte Regie.
| Rolle               | Darsteller             | Synchronsprecher   |
| ------------------- | ---------------------- | ------------------ |
| Scooby-Doo (Stimme) | Neil Fanning           | Kai Taschner       |
| Shaggy Rogers       | Matthew Lillard        | Philipp Brammer    |
| Fred Jones          | Freddie Prinze Jr.     | Dennis Schmidt-Foß |
| Velma Dinkley       | Linda Cardellini       | Anna Carlsson      |
| Daphne Blake        | Sarah Michelle Gellar  | Nana Spier         |
| Mary Jane           | Isla Fisher            | Melanie Manstein   |
| Carol               | Michala Banas          | Solveig Duda       |
| Voodoo-Priester     | Miguel A. Nunez junior | Jaron Löwenberg    |
| N'Goo Tuana         | Steven Grimes          | Ekkehardt Belle    |
| Emile Mondavarious  | Rowan Atkinson         | Lutz Mackensy      |
| Scrappy-Doo         | Scott Innes            | Lutz Mackensy      |